# جام ملت‌های فوتسال اروپا
مسابقات فوتسال اروپا،مهمترین رقابت فوتسال اروپا که هر چهار سال یکبار برگزار می شود.

## تاریخچه
اولین رقابت در سال ۱۹۹۶ با حضور فقط ۶ تیم در اسپانیا برگزار شد. این مسابقات در سال ۱۹۹۹به هشت تیم افزایش یافت و هر دو سال یکبار برگزار می شود و در سال ۲۰۱۰ نیز به ۱۲ تیم رسید.
پس از سال ۲۰۱۸، این مسابقات به ۱۶ تیم افزایش یافت ، اما هر چهار سال یکبار برگزار می شود ، یعنی هیچ مسابقات در سال های جهش (به عنوان مثال ، ۲۰۲۰) هنگام بازی جام جهانی فوتسال ، با اولین مسابقات ۱۶ تیمی برگزار نمی‌شود.

## چهار تیم برتر هر دوره
| سال  | میزبان    | دیدار نهایی | دیدار نهایی             | دیدار نهایی | رده بندی         | رده بندی         | رده بندی         | تعداد تیمها |
| سال  | میزبان    | قهرمان      | نتیجه                   | نایب قهرمان | تیم سوم          | نتیجه            | تیم چهارم        | تعداد تیمها |
| ---- | --------- | ----------- | ----------------------- | ----------- | ---------------- | ---------------- | ---------------- | ----------- |
| ۱۹۹۶ | اسپانیا   | · اسپانیا   | ۳-۵                     | · روسیه     | · بلژیک          | ۲-۳ (و.ا.)       | · ایتالیا        | ۶           |
| ۱۹۹۹ | اسپانیا   | · روسیه     | ۳-۳ (و.ا.) ۲-۴ (پنالتی) | · اسپانیا   | · ایتالیا        | ۰-۳              | · هلند           | ۸           |
| ۲۰۰۱ | روسیه     | · اسپانیا   | ۱-۲ (و.ا.)              | · اوکراین   | · روسیه          | ۱-۲ (و.ا.)       | · ایتالیا        | ۸           |
| ۲۰۰۳ | ایتالیا   | · ایتالیا   | ۰-۱                     | · اوکراین   | · اسپانیا و · چک | · اسپانیا و · چک | · اسپانیا و · چک | ۸           |
| ۲۰۰۵ | جمهوری چک | · اسپانیا   | ۱-۲                     | · روسیه     | · ایتالیا        | ۱-۳              | · اوکراین        | ۸           |
| ۲۰۰۷ | پرتغال    | · اسپانیا   | ۱-۳                     | · ایتالیا   | · روسیه          | ۲-۳              | · پرتغال         | ۸           |
| ۲۰۱۰ | مجارستان  | · اسپانیا   | ۲-۴                     | · پرتغال    | · چک             | ۳-۵              | · آذربایجان      | ۱۲          |
| ۲۰۱۲ | کرواسی    | · اسپانیا   | ۱-۳ (و.ا.)              | · روسیه     | · ایتالیا        | ۱-۳              | · کرواسی         | ۱۲          |
| ۲۰۱۴ | بلژیک     | · ایتالیا   | ۱-۳                     | · روسیه     | · اسپانیا        | ۴-۸              | · پرتغال         | ۱۲          |
| ۲۰۱۶ | صربستان   | · اسپانیا   | ۳-۷                     | · روسیه     | · قزاقستان       | ۲-۵              | · صربستان        | ۱۲          |
| ۲۰۱۸ | اسلوونی   | · پرتغال    | ۲-۳ (و.ا.)              | · اسپانیا   | · روسیه          | ۰-۱              | · قزاقستان       | ۱۲          |
| ۲۰۲۲ | هلند      | · پرتغال    | ۲-۴                     | · روسیه     | · اسپانیا        | ۱-۴              | · اوکراین        | ۱۶          |

## عملکرد کشورها
| رتبه           | کشور           | طلا | نقره | برنز | مجموع |
| -------------- | -------------- | --- | ---- | ---- | ----- |
| ۱              | اسپانیا        | ۷   | ۲    | ۲    | ۱۱    |
| ۲              | ایتالیا        | ۲   | ۱    | ۳    | ۶     |
| ۳              | پرتغال         | ۲   | ۱    | ۰    | ۳     |
| ۴              | روسیه          | ۱   | ۶    | ۳    | ۱۰    |
| ۵              | اوکراین        | ۰   | ۲    | ۰    | ۲     |
| ۶              | چک             | ۰   | ۰    | ۱    | ۱     |
| ۶              | قزاقستان       | ۰   | ۰    | ۱    | ۱     |
| ۶              | بلژیک          | ۰   | ۰    | ۱    | ۱     |
| مجموع (۸ کشور) | مجموع (۸ کشور) | ۱۲  | ۱۲   | ۱۱   | ۳۵    |